# Сапата, Миа
Ми́а Кэ́трин Сапа́та (англ. Mia Katherine Zapata; 25 августа 1965, Луисвилл, Кентукки, США — 7 июля 1993, Сиэтл, Вашингтон, США) — американская рок-певица, автор песен, гитаристка и пианистка. Солистка группы «The Gits» (1986—1993).

## Биография
Миа Кэтрин Сапата родилась 25 августа 1965 года в Луисвилле (штат Кентукки, США). В возрасте 9-ти лет девочка научилась играть на гитаре и фортепиано. Влияние на неё оказали такие исполнители как: Бесси Смит, Билли Холидей, Джимми Рид, Рэй Чарльз, Хэнк Уильямс и Сэм Кук.
В 1984 году Миа поступила в Антиохийский колледж, расположенный в Йеллоу-Спрингс (штат Огайо, США).
В сентябре 1986 года Миа и трое её друзей формируют группу «The Gits». В составе группы Сапата записывает 2 альбома: «Frenching the Bully» (1992) и «Enter: The Conquering Chicken» (1994). Второй альбом вышел 22 марта 1994 года, уже после смерти певицы.

### Гибель
Поздно вечером 7 июля 1993 года Миа покинула звукозаписывающую студию и навестила своего друга, последний раз её видели живой примерно в два часа ночи. Сапата была жестоко избита, изнасилована и убита путём удушения по пути домой.
Известно, что в день убийства у певицы была с собой гарнитура, что подтверждает версию о том, что она не знала о преследовании.
Миа была похоронена на Кладбище «Кейв-Хилл» в её родном городе Луисвилле.

## Расследование
Полицейский департамент Сиэтла, расследуя преступление, сосредоточил своё внимание на друзьях убитой, считая, что убийца — кто-то из них. Используя средства, собранные музыкальным сообществом Сиэтла, оставшиеся члены группы наняли частного детектива Ли Хирона. Три года полиция и детектив расследовали убийство без малейших продвижений.
В 1996 году информация о расследовании впервые была сообщена публике в эпизоде программы «Нераскрытые тайны».
Прошло 7 лет, пока не появились новые данные в расследовании. Случайная проверка ДНК, проведенная полицией Сиэтла, привела к аресту рыбака Хесуса Мескуйи, выходца с Кубы, который некоторое время жил в Сиэтле в период, когда была убита Миа. Его ДНК совпала с образцами, которые извлекли из слюны, найденной на теле Сапаты. Образец оставался на сохранении до того времени, пока не была разработана технология STR анализа ДНК. ДНК Мескуйи была занесена в базу данных ДНК после его ареста за кражу со взломом во Флориде в 2002 году.

### Суд
Хесус Мескуйа был признан виновным в убийстве певицы и получил 36 лет тюремного заключения с 25 марта 2004 года. Хесус Мескуйа умер в 2021 году, в возрасте 66 лет.

## Дискография
В составе группы «The Gits»
- 1992 — «Frenching the Bully[англ.]»
- 1994 — «Enter: The Conquering Chicken[англ.]»